# Zákon triviality
Zákon triviality je teze C. Northcote Parkinsona z roku 1957, že lidé v organizaci běžně nebo typicky přikládají neúměrnou váhu triviálním záležitostem. Parkinson uvádí příklad fiktivní komise, jejímž úkolem bylo schvalovat plány na jadernou elektrárnu a většinu času trávila diskusí o relativně malých, ale snadno pochopitelných otázkách, jako je například to, jaké materiály použít na kolárnu pro zaměstnance, přičemž se zanedbává návrh samotného zařízení, což je mnohem důležitější, obtížnější a složitější úkol.
Jev byl pozorován při vývoji softwaru a dalších činnostech. Pojem efekt kolárny (bike-shed effect či bike-shedding) byl vytvořen na základě Parkinsonova příkladu. V komunitě Berkeley Software Distribution jej zpopularizoval dánský vývojář softwaru Poul-Henning Kamp v roce 1999, a díky tomu se stal známým v oblasti vývoje softwaru.

## Popis

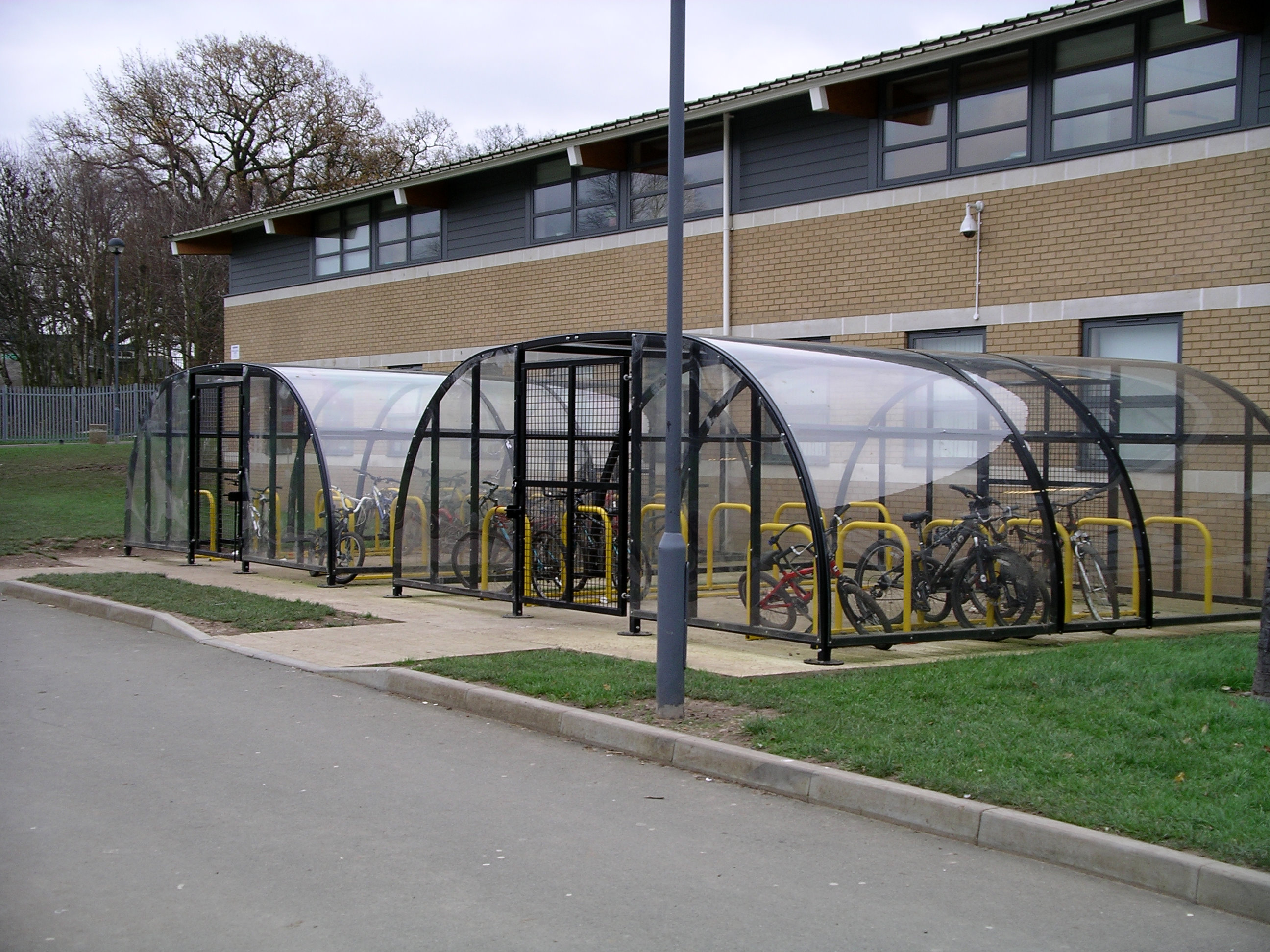
Kolárna

Princip byl prvně představen jako důsledek obecnějších, byrokracii satirizujících Parkinsonových zákonů. Autor „zákon triviality“ demonstruje na příkladu jednání výboru o atomovém reaktoru a staví jej do protikladu k jednání o kolárně. Uvádí: "Čas strávený na jakémkoli bodu programu bude nepřímo úměrný částce, o kterou se jedná." Reaktor je tak nesmírně drahý a komplikovaný, že mu průměrný člověk nerozumí (viz averze k nejistému), takže se předpokládá, že ti, kdo na něm pracují, mu rozumí. Každý si však dokáže představit levnou, jednoduchou kolárnu, takže plánování může vést k nekonečným diskusím, protože každý zúčastněný chce realizovat svůj vlastní návrh a prokázat osobní přínos.
Při návrhu na vybudování něčeho nového pro obec, jako je kolárna, nastanou problémy, když se všichni zúčastnění začnou dohadovat o detailech. Tato metafora naznačuje, že není nutné se přít o každou maličkost jen pro to, že o ní něco víme. Někteří lidé poznamenali, že pozdvižení vyvolané změnou je nepřímo úměrné složitosti změny.
Zákon triviality je podpořen i výzkumy chování. Lidé mají tendenci trávit více času malými rozhodnutími, než by měli, a méně času velkými rozhodnutími, než by měli. Jednoduché vysvětlení je, že během procesu rozhodování je také třeba posoudit, zda bylo nashromážděno dostatek informací k rozhodnutí. Lidé při tomto posuzování mají tendenci uzavřít velká rozhodnutí příliš brzy. Důvodem je, že velká rozhodnutí vyžadují dlouhodobější shromažďování informací. To ponechává více prostoru na to, aby se člověk unáhleně rozhodl bez dostatku informací. Naopak u malých rozhodnutí, která by lidé měli učinit rychleji, mohou omylem pokračovat ve zvažování neúměrně dlouho.

## Související principy a formulace
Existuje několik dalších principů známých ze specifických oblastí vyjadřujících obdobné.
Wadlerův zákon, pojmenovaný po počítačovém vědci Philipu Wadlerovi, je princip, který tvrdí, že převážná část diskuse o návrhu programovacího jazyka se soustředí na syntaxi (která je pro účely tohoto argumentu považována za vyřešený problém), na rozdíl od sémantiky.
Sayreův zákon je obecnější princip, který (kromě jiných formulací) říká, že „v jakémkoli sporu je intenzita pocitu nepřímo úměrná hodnotě sporných otázek“. Mnohé formulace tohoto principu se zaměřují na akademickou obec.